# Glyptolepis
Il gliptolepide (gen. Glyptolepis) è un pesce osseo estinto, appartenente al gruppo dei porolepiformi. Visse nel Devoniano medio - superiore (Givetiano - Frasniano, circa 386 - 383 milioni di anni fa) e i suoi resti sono stati ritrovati in Europa.

## Descrizione
Questo pesce era di dimensioni medio - grandi, e poteva sfiorare il metro di lunghezza. Il corpo era piuttosto robusto, assottigliato nella parte posteriore. La testa era leggermente ampia, mentre l'apertura boccale era profonda. Erano presenti due pinne dorsali, entrambe strette e leggermente appuntite, poste in posizione molto arretrata nella parte posteriore del corpo. La pinna anale e quelle pelviche erano opposte diagonalmente alle pinne dorsali. Le pinne pettorali erano molto lunghe e strette, e come in tutti i suoi stretti parenti (i porolepiformi) erano molto robuste. La pinna caudale era eterocerca, con un lobo superiore carnoso molto robusto, mentre quello inferiore era ampio e quasi orlato. Le scaglie ricoprivano tutto il corpo, erano grandi e pesanti, di forma quasi rotonda, e assomigliavano vagamente alle tegole di un tetto.

## Classificazione
Il genere Glyptolepis venne descritto per la prima volta nel 1843 da Louis Agassiz, nella sua opera Recherches sur les Poissons Fossiles. Glyptolepis è un rappresentante dei porolepiformi, un gruppo di pesci ossei appartenenti ai sarcotterigi, considerati però un ramo laterale nell'evoluzione dei tetrapodi. Tra le specie più note, si ricordano Glyptolepis leptopterus e G. paucidens, entrambi del Devoniano medio - superiore della Scozia.

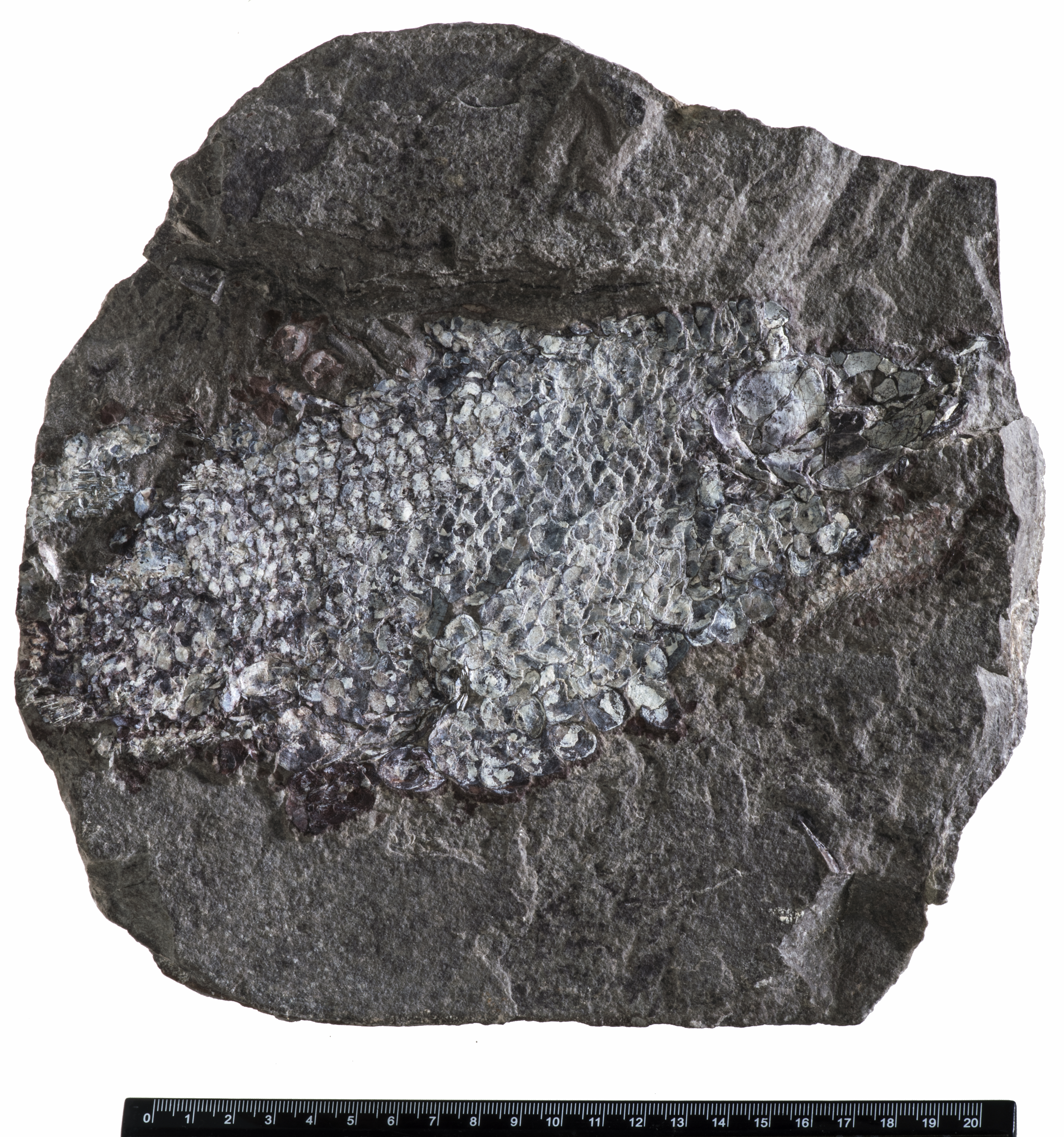
Fossile di Glyptolepis leptopterus

## Paleobiologia
Glyptolepis era un predatore che probabilmente tendeva agguati a pesci più piccoli, che venivano divorati grazie a rapidi movimenti guizzanti.